# Павуло нел Фрињано
Павуло нел Фрињано (итал. Pavullo nel Frignano) је насеље у Италији у округу Модена, региону Емилија-Ромања.
Према процени из 2011. у насељу је живело 9063 становника. Насеље се налази на надморској висини од 693 м.

## Становништво
Према резултатима пописа становништва 2011. у општини је живело 17.198 становника.
| 1931.  | 1936.  | 1951.  | 1961.  | 1971.  | 1981.  | 1991.  | 2001.  | 2011.  |
| ------ | ------ | ------ | ------ | ------ | ------ | ------ | ------ | ------ |
| 15.936 | 15.990 | 16.168 | 13.622 | 12.426 | 13.017 | 13.379 | 15.119 | 17.198 |

## Партнерски градови
- Стшегом